# Robert Deinhammer
Robert Deinhammer SJ (* 21. Februar 1977) ist ein österreichischer Jesuit, Jurist, Philosoph und Theologe.

## Leben
Nach den Studien der Philosophie am Päpstlichen Philosophischen Institut und der Rechtswissenschaften an der Paris-Lodron-Universität Salzburg schloss er in beiden Disziplinen ein Doktoratsstudium ab. Er war in Salzburg als Philosoph und Jurist sowie in der Armutsforschung tätig, bis er 2008 in die Österreichische Jesuitenprovinz eintrat. Nach einem zweijährigen Noviziat in Nürnberg war er im Collegium Canisianum in Innsbruck als Vizerektor, Studienpräfekt und Studierendenseelsorger tätig. Danach absolvierte er das Studium der Theologie am Heythrop College in London. Im September 2016 empfing er die Priesterweihe. Am Institut für Christliche Philosophie der Katholisch-Theologischen Fakultät der Leopold-Franzens-Universität Innsbruck war er in den Jahren 2011, 2018 und 2019 als Gastdozent sowie 2021 und 2022 als Universitätsassistent tätig. Seit Juni 2021 ist er zudem Magistralkaplan des Souveränen Malteserritterordens. Die Arbeitsschwerpunkte von Pater Deinhammer SJ liegen im Bereich der Moral- und Rechtsphilosophie. In einer Reihe von Veröffentlichungen hat er die Theologie und Ethik des deutschen Fundamentaltheologen Peter Knauer erläutert, verteidigt und weiterentwickelt.

## Schriften (Auswahl)

### Monographien
- Ratio und Recht. Konturen einer transzendentalpragmatisch orientierten Interpretation von § 16 des österreichischen Allgemeinen Bürgerlichen Gesetzbuches als Beitrag zur normativen Rechtsethik. Verlag für Wissenschaft und Forschung, Berlin 2003, ISBN 3-89700-370-8.
- Fragliche Wirklichkeit – Fragliches Leben. Philosophische Theologie und Ethik bei Wilhelm Weischedel und Peter Knauer. Echter-Verlag, Würzburg 2008, ISBN 978-3-429-03071-1.[3]
- Kritische Naturrechtsethik. Mohr Siebeck, Tübingen 2024, ISBN 978-3-16-162813-9. (E-Book).

### Beteiligung
- Robert Deinhammer (Hrsg.): Was heißt interdisziplinäres Arbeiten? (= Working Papers Theories & Commitments. 01). Poverty Research Group (Universität Salzburg), Salzburg 2003 (PDF).
- Robert Deinhammer et al.: „Man kann nicht denken, was man nicht tut“ – Commitments und wissenschaftliche Theoriebildung. (= Working Papers Theories & Commitments. 06). Poverty Research Group (Universität Salzburg), Salzburg 2004 (PDF).
- (Autor der Einleitung) „Land der Hämmer – zukunftsreich?“ Von Arbeit und Arbeitslosigkeit (= Edition Menschlichkeit. Bd. 5). Unicum Mensch, Salzburg 2005.
- Robert Deinhammer und Georg Gasser (Hrsg.), Peter Knauer SJ – Theologie und Ethik im Dienst an der christlichen Botschaft, Zeitschrift für Katholische Theologie, Bd. 142 (2020), Heft 1.

### Beiträge
- Der entsprechende Grund. Zum Entwurf einer teleologischen Ethik bei Peter Knauer. In: Salzburger Jahrbuch für Philosophie. Bd. 48 (2003), S. 21–40.
- Sein als Bezogensein. Anmerkungen zu einem relational-ontologischen Geschöpflichkeitsbeweis. In: Salzburger Jahrbuch für Philosophie. Bd. 51 (2006), S. 99–122.
- Erkenntnistheoretische und ontologische Aspekte der menschlichen Freiheit. In: Reinhart Kögerler, Franz Gruber, Martin Dürnberger (Hrsg.): Homo animal materiale. Die materielle Bestimmtheit des Menschen. Linz 2008, S. 65–86.
- Fragliche Wirklichkeit? In: Topos – Internationale Beiträge zur dialektischen Theorie. Heft 30 (2008), S. 121–135.
- Menschenrechte und Kulturrelativismus. In: Archiv für Rechts- und Sozialphilosophie. Bd. 96 (2010), H. 1, S. 51–63.
- Gibt es ein Spannungsverhältnis zwischen „Christlicher“ und „Analytischer“ Philosophie? Systematische Reflexionen, inspiriert durch einen Salzburger Parallelismus. In: Kriterion. Journal of Philosophy. Bd. 24 (2011), S. 73–90.
- Reductio in Unum Mysterium. Fundamentaltheologische Erwägungen im Kontext ignatianischer Spiritualität. In: Theologie und Glaube. Bd. 101 (2011), S. 539–561.
- Der Mensch als »Subjekt-Objekt-Einheit«. Philosophisch-theologische Reflexionen. In: Freiburger Zeitschrift für Philosophie und Theologie. Bd. 60 (2013), S. 404–421.
- Worin besteht Fortschritt in der Theologie? In: Stephan Ernst, Gerhard Gäde (Hrsg.): Glaubensverantwortung in Theologie, Pastoral und Ethik. Für Peter Knauer SJ. Freiburg 2015, S. 63–86.
- Das Verhältnis von Moral und Religion. In: Ethica. Bd. 25 (2017), S. 195–208.
- The Rule of Law: Its Virtues and Limits. In: Obnovljeni život, 74 (1), 2019, S. 33–44.
- Can Natural Law Ethics be Tenable Today? Towards a Critical Natural Law Theory. In: The Heythrop  Journal. Volume 62, Issue 3 (2021), S. 511–534, doi:10.1111/heyj.12345.
- Ethik, Lebenskunst und Psychotherapie. In: Zeitschrift für Theologie und Philosophie, Bd. 145 (2023), S. 547–570.